# Hymn Erytrei
Ertära Ertära Ertära – hymn narodowy Erytrei, został oficjalnie przyjęty w 1993 tuż po uzyskaniu niepodległości przez ten kraj. Słowa (w języku tigrinia) napisał Solomon Tsehaye Beraki, a melodię skomponowali Isaac Abraham Meharezghi i Aron Tekle Tesfatsion.

## Transkrypcja oficjalnych słów
Ertära Ertära Ertära
Be‘al dema ’nalqese tedemsisu
Meswa’äta bhharänet tedebisu.
Mewa’al nekxisa eb solama,
Tä’märtu tsän‘at kuynu säma,
Ertära-za hhaben wutsuwat,
Ameskira hhaqi kemtäsowet,
Ertära ertära
Ab ‘alem chebitato gbu’ä kbära.
Natsänet zemtsä’ lä‘ulä nihh,
Nähäntsa nälmä‘at käsärähh,
Sälthane känelbäsa gräma,
Hhädära-lena gämja känsläma.
Ertära Ertära Ertära
Be‘al dema ’nalqese tedemsisu
Meswa’äta bhharänet tedebisu.